# Finnstjärnen, Jämtland
Finnstjärnen är en sjö i Bräcke kommun i Jämtland och ingår i Ljungans huvudavrinningsområde. Sjön har en area på 0,0986 kvadratkilometer och ligger 327,2 meter över havet. Sjön avvattnas av vattendraget Stormyrbäcken.

## Delavrinningsområde
Finnstjärnen ingår i det delavrinningsområde (696381-145370) som SMHI kallar för Mynnar i Bodsjön. Medelhöjden är 389 meter över havet och ytan är 9,16 kvadratkilometer. Det finns inga avrinningsområden uppströms utan avrinningsområdet är högsta punkten. Stormyrbäcken som avvattnar avrinningsområdet har biflödesordning 3, vilket innebär att vattnet flödar genom totalt 3 vattendrag innan det når havet efter 232 kilometer. Avrinningsområdet består mestadels av skog (92 procent). Avrinningsområdet har 0,1 kvadratkilometer vattenytor vilket ger det en sjöprocent på 1,1 procent.